# Виторф
Виторф (њем. Wittorf) општина је у њемачкој савезној држави Доња Саксонија. Једно је од 43 општинска средишта округа Линебург. Према процјени из 2010. у општини је живјело 1.441 становника. Посједује регионалну шифру (AGS) 3355042.

## Географски и демографски подаци
Виторф се налази у савезној држави Доња Саксонија у округу Линебург. Општина се налази на надморској висини од 4 метра. Површина општине износи 12,0 km². У самом мјесту је, према процјени из 2010. године, живјео 1.441 становник. Просјечна густина становништва износи 120 становника/km².

## Међународна сарадња
| Мјесто    | Држава    | Врста сарадње | Од    |
| --------- | --------- | ------------- | ----- |
|           | Пољска    | партнерство   | 1996. |
| Венхујзен | Холандија | партнерство   | 1971. |
| Извор     |           |               |       |